# Alien Swarm
Alien Swarm ist ein Computerspiel von Valve, das am 19. Juli 2010 als kostenloser Download auf der Internet-Vertriebsplattform Steam veröffentlicht wurde. Ziel des Spiels ist es, mit einem Team von vier Spielern im Koop-Modus die Aufgaben des jeweiligen Levels zu erledigen, während diverse Aliens angreifen. Dieses Prinzip erinnert stark an Valves Zombie-Shooter Left 4 Dead, weist aber diverse Unterschiede auf. Das Spiel besitzt lediglich eine Kampagne. Da es nicht im Handel erhältlich ist, entfällt eine USK-Einstufung.

## Spielprinzip
Alien Swarm wird aus der Vogelperspektive gespielt. Durch Eingabe eines Befehls in die Konsole kann auch in der Egoperspektive gespielt werden. Vier Spieler können an einem Koop-Spiel teilnehmen, um sich in der einzigen offiziellen Kampagne „Jacob’s Rest“ oder in Community-erstellten, Science-Fiction-basierten Leveln durchzukämpfen. Die 40 spielbaren Waffen werden im Verlauf des Spiels durch das Sammeln von Erfahrung freigespielt, einige davon sind nur von einer der vier Klassen benutzbar. Die vier Klassen sind: Officer, Special Weapons, Medic und Tech, wobei jede bestimmte Aufgabenbereiche abdeckt und jeder Klasse zwei Charaktere zugeordnet sind, was bedingt, dass in jedem Spiel nur zwei Spieler die gleiche Klasse spielen können.

## Handlung
Aliens haben im Jahr 2052 die Minenkolonie Jacob’s Rest angegriffen. Vier Marines werden abgesetzt, um die Überlebenden zu evakuieren; allerdings sind schon längst alle tot. Also wird sich durch die Anlage gekämpft, wobei möglichst viele Alien-Eier zerstört werden, bis schließlich eine Nuklearwaffe scharf gemacht werden kann und die Marines im letzten Moment wieder vom Planeten abgeholt werden.

## Entwicklung
Ursprünglich war Alien Swarm eine Mod, basierend auf Unreal Tournament 2004, die auch heute noch zum Download bereitsteht. Diese sollte auf die Source Engine portiert werden, allerdings blieb es lange Zeit ruhig um dieses Vorhaben, bis mit dem Release bekannt wurde, dass Valve das Team hinter Alien Swarm engagiert hat, um eine offizielle Version herauszubringen. Im August 2010 wurde vom Entwickler ein Update für das Spiel veröffentlicht, das einen zusätzlichen höheren Schwierigkeitsgrad einführt. Viele Spieler hatten vorher bemängelt, das Spiel sei zu einfach.
Mit der Veröffentlichung von Alien Swarm hat Valve gleichzeitig das Alien Swarm Software Development Kit herausgebracht, das Moddern und Mappern ermöglicht, auf Basis von Alien Swarm eigene Kampagnen und Level zu erstellen. Dabei werden Abschnitte im Hammer Editor gebaut und diese mit dem Tiles Editor zu Levels zusammengefügt.

## Wertungen
Alien Swarm erhielt von der Website Metacritic einen Metascore von 77 %. PC Games vergab eine Spielspaß-Wertung von 81 % und bewertet Alien Swarm insgesamt positiv: „Gut funktionierendes Koop-Spiel“, „Brachiale, schweißtreibende Action-Passagen“ und „Viele Upgrade-Möglichkeiten“. Negativ wurde hingegen bewertet, der „geringe Umfang zum Release“ und dass es „teils etwas unübersichtlich“ ist.

## Reactive Drop
Am 20. April 2017 erschien eine Erweiterung des Spiels unter dem Namen Alien Swarm: Reactive Drop. Sie enthält neue Maps, Aliens, Waffen und Spielmodi. Zudem wurde Unterstützung für den Steam Workshop hinzugefügt. Der gesamte Quelltext wurde veröffentlicht.